# 周溪舞
周溪舞（1930年—2009年11月13日），男，山东惠民人，生于辽宁昌图，中华人民共和国政治人物，曾任深圳市政协主席，第八届全国政协委员。